# György Pálfi
György Pálfi (Budapest, 11 aprile 1974) è un regista ungherese.
Nel 2002 il suo lungometraggio d'esordio Hukkle ha vinto il Premio della città di Torino al Torino Film Festival e il Prix Fassbinder agli European Film Awards, e nel 2006 il suo film Taxidermia ha vinto l'NHK Award al Sundance Film Festival. 

## Filmografia
- Hukkle (2002)
- Taxidermia (2006)
- Nem vagyok a barátod (2009)
- Final Cut: Hölgyeim és uraim (2012)
- Szabadesés (2014)
- His Master's Voice (2018)
- Mindörökké (2018)